# (100506) 1997 AG9
(100506) 1997 AG9 es un asteroide perteneciente al cinturón de asteroides, descubierto el 2 de enero de 1997 por el equipo del Spacewatch desde el Observatorio Nacional de Kitt Peak, Arizona, Estados Unidos.

## Designación y nombre
Designado provisionalmente como 1997 AG9.

## Características orbitales
1997 AG9 está situado a una distancia media del Sol de 3,010 ua, pudiendo alejarse hasta 3,364 ua y acercarse hasta 2,657 ua. Su excentricidad es 0,117 y la inclinación orbital 8,433 grados. Emplea 1908,31 días en completar una órbita alrededor del Sol.

## Características físicas
La magnitud absoluta de 1997 AG9 es 15,6.